# Clifton R. Breckinridge
Clifton Rodes Breckinridge, född 22 november 1846 i  Lexington, Kentucky, död 3 december 1932, var en amerikansk diplomat och politiker, son till John Cabell Breckinridge.
Breckinridge deltog vid unga år i inbördeskriget, nödgades sedan för sjukdom avbryta sina studier och slog sig då (1870) på bomullsodling i Arkansas. 1883-1894 var han demokratisk medlem av kongressens representanthus och utnämndes sistnämnda år av Cleveland till Förenta staternas minister i Sankt Petersburg. År 1897 drog han sig tillbaka till privatlivet.